# Индулф
Индулф (гелски Ildulb mac Causantín, владао 954-962) је био краљ Шкотске из династије Алпин.

## Историја
Рођен је као Индулф Мекосантин (дословно Индулф, син Константинов), као син шкотског краља Константина II (900-943). У тек формираној шкотској краљевини (све до Малколма III) власт није преносила по наслеђу, већ избором међу члановима краљевске породице од стране водећих великаша, заснованим углавном на ратничким заслугама и популарности кандидата. Тако је краља Константина наследио рођак Малколм I Шкотски (943-954). Индулф је дошао на власт тек 954, после смрти претходног краља. У то време Шкотска (краљевина Алба) обухватала је само краљевство Пикта (северну Шкотску) и Далријаду (данашњи Аргајл), састављене од већег броја полунезависних кланова - родовских заједница са сопственим поглавицама на челу. Мало краљевство било је са свих страна окружено независним, најчешће непријатељским државама. На северу и западу били су Данци (Викинзи) са Оркнија и Ирске, док су се на југу налазили Брити из Стратклајда и краљевство Нортамбрија, која је пала под власт Енглеза из Весекса, који су постепено ширили своју државу на север. У таквој ситуацији политичка нестабилност била је велика, а ратови непрестани. Краљ Индулф погинуо је 962. године у борби против Викинга и сахрањен је у манастиру Јона. Наследио га је рођак, Даф Шкотски.

## Породично стабло
|  |                          |  |  |  |  |  |  |  |  |  |  |  |  |  |  |  |
|  | 2. Константин II Шкотски |  |  |  |  |  |  |  |  |  |  |  |  |  |  |  |
|  |                          |  |  |  |  |  |  |  |  |  |  |  |  |  |  |  |
|  |                          |  |  |  |  |  |  |  |  |  |  |  |  |  |  |  |
|  | 1. Индулф                |  |  |  |  |  |  |  |  |  |  |  |  |  |  |  |
|  |                          |  |  |  |  |  |  |  |  |  |  |  |  |  |  |  |
|  |                          |  |  |  |  |  |  |  |  |  |  |  |  |  |  |  |
|  | 3.                       |  |  |  |  |  |  |  |  |  |  |  |  |  |  |  |
|  |                          |  |  |  |  |  |  |  |  |  |  |  |  |  |  |  |
|  |                          |  |  |  |  |  |  |  |  |  |  |  |  |  |  |  |